# Облак, Ленарт
Ленарт Облак (словен. Lenart Oblak; род. 27 июня 1991, Крань) — словенский биатлонист, член сборной Словении.

## Биография
Впервые Ленарт дебютировал на Кубке IBU во время сезона 2011-2012 на 4-м этапе, который проходил в Форни-Авольтри, что располагается в Италии, где спортсмен занял 50-е место в спринте. На следующий год, во время 2-го этапа Кубка IBU 2012—2013, проходящего в городе Бейтостолен (норв. Beitostølen), что располагается в Норвегии, спортсмен занял 35 место в индивидуальной гонке.
В 2013 году Ленарт дебютировал на чемпионате мира среди юниоров где занял 50 место в индивидуальной гонке, 44 место в спринте и 32 место в пасьюте.
На кубке мира Ленарт 7 декабря 2012 года, где занял 97 место в спринте, и 18 место в эстафете.
На чемпионате Европы 2013 года в болгарском Банско в индивидуальной гонке спортсмен занял 52 место, 50 место спортсмену удалось взять в спринте, а его лучшим персональным результатом на этом чемпионате стало 37 место в гонке преследования.
Уже не соревнуется в кубке мира по биатлону больше.

## Медальный зачёт
Следующая таблица показывает результаты спортсмена на гонках такого уровня, как:
- Олимпийские игры;
- Кубки мира;
- Чемпионаты мира.

Ниже предоставлены пояснения к таблице:
- 1-3 места: призовые и победные места;
- Топ 10: попадания в первую десятку по результатам гонки (включая победы и подиумы);
- Старты: количество гонок, в которых спортсмен стартовал;
- Финиши: количество гонок, в которых спортсмен стартовал, но не финишировал[что?]

| Место                                                  | Спринт | Гонка преследования | Индивидуальная гонка | Масс-старт | Эстафета |
| Золото                                                 |        |                     |                      |            |          |
| Серебро                                                |        |                     |                      |            |          |
| Бронза                                                 |        |                     |                      |            |          |
| Топ 10                                                 |        |                     |                      |            |          |
| Старты                                                 | 19     | 2                   | 7                    | 0          | 10       |
| Финиши                                                 | 16     | 2                   | 7                    | 0          | 10       |
| Данные действительны по состоянию на 8 марта 2017 года |        |                     |                      |            |          |